# Gabriel Lemoine
Gabriel Lemoine (* 26. März 2001 in La Louvière) ist ein belgischer Fußballspieler.

## Karriere

### Verein
Lemoine begann seine Karriere beim FC Brügge. Im August 2019 wechselte er nach Frankreich zu Girondins Bordeaux, wo er für die Reserve spielte. Für Bordeaux B kam er in der Saison 2019/20 bis zum Saisonabbruch zu sieben Einsätzen in der fünftklassigen National 3. Im Februar 2021 kehrte er leihweise nach Belgien zurück und schloss sich dem Zweitligisten Lommel SK an. Für Lommel kam er bis zum Ende der Leihe allerdings nicht zum Einsatz. Nach dem Ende der Leihe kehrte er zur Saison 2021/22 zunächst nach Bordeaux zurück.
Im August 2021 verließ Lemoine die Franzosen schließlich endgültig und wechselte zum österreichischen Bundesligisten TSV Hartberg, bei dem er einen bis Juni 2023 laufenden Vertrag erhielt. Sein Debüt in der Bundesliga gab er im selben Monat, als er am dritten Spieltag der Saison 2021/22 gegen den SK Austria Klagenfurt in der 67. Minute für Seth Paintsil eingewechselt wurde. In Hartberg konnte er sich jedoch gar nicht durchsetzen und kam nur zu sechs Bundesligaeinsätzen. Daraufhin wurde im Juni 2022 sein Vertrag bei den Steirern wieder aufgelöst und er kehrte zur Saison 2022/23 in seine Heimat zurück, wo er zum Drittligisten R.A.A. La Louvière wechselte.

### Nationalmannschaft
Lemoine spielte zwischen 2016 und 2018 von der U-15 bis zur U-18 für sämtliche belgische Jugendnationalteams. Mit der U-17-Auswahl nahm er 2018 an der EM teil, bei der die Belgier das Halbfinale erreichten. Der Stürmer kam während des Turniers in vier von fünf Partien zum Einsatz und erzielte einen Treffer.

## Persönliches
Sein Bruder Laurent (* 1998) ist ebenfalls Fußballspieler und spielte mit ihm schon gemeinsam in Brügge und Lommel.